# Carlos Valencia (actor)
Carlos Valencia Acosta (Manta, Manabi, 29 de junio de 1965) es un actor de teatro, cine y televisión ecuatoriano. Obtuvo fama por su papel protagónico en la película Ratas, ratones y rateros, dirigida por Sebastián Cordero.

## Carrera
En 1979 formó parte del grupo teatral La Trinchera donde se inició en la actuación. También formó parte del grupo teatral Mala Yerba.
En 1993 actuó en Los Sangurimas de Ecuavisa, y más tarde actuó en el largometraje llamado A la costa, basado en la novela homónima de Luis A. Martínez. En 1994 tuvo un rol secundario en la película Entre Marx y una mujer desnuda, dirigida por Camilo Luzuriaga. En 1999 obtuvo mayor fama luego de interpretar el papel protagónico de un delincuente llamado Ángel, en la película Ratas, ratones y rateros, dirigida por Sebastián Cordero, por el cual ganó el premio Colón de Plata al Mejor Actor en el Festival de Cine de Huelva de España.
En 2004 protagonizó la serie de Ecuavisa, Los HP. En 2005 fue parte de la telenovela de Ecuavisa, Amores que matan. En 2009 interpretó el papel protagónico de un deportista llamado Vicente Rodríguez, en la película Fighter, del realizador Roberto Estrella y fue coprotagonista en la película Hacia la oscuridad. En 2010 fue parte del elenco de la telenovela Mostro de Amor, de Teleamazonas. En 2012 fue parte del elenco de la película Pescador de Sebastián Cordero. Es también el director y promotor principal del "Festival de Cine Manabí Profundo" en su afán por promover la cultura en su ciudad natal mediante este concurso, encuentro y muestra cinematográfica.

## Filmografía
- Año Nuevo, Año Viejo (2025) como Don Julio Rodriguez.
- El rezador (2022) como Carlos[13]
- Sumergible (2020) como Kleber "El Mecánico".
- 3 familias (2018-2019) como Reynaldo Wated "El Rey del Trono"
- Juana Inés (2016) como el Arzobispo Francisco de Aguiar y Seijas.
- La Manga del Cura (2015)
- Misterio's (2014) como Peter.
- Pescador (2012) como Fabricio.
- Vale todo: Anything goes (2010) como Vicente Rodríguez.
- Mostro de Amor (2010) como Collin Yagual.
- El Cholito (2007) como Collin Yagual.
- Hacia la oscuridad  (2007) como Manuel.
- Amores que matan (2005)
- Los HP (2004) como Charlie.
- Highway Society  (2000) como Ernesto.
- Ratas, ratones, rateros  (1999) como Ángel Caamaño.
- Animus (1998) como Joaquín Castillo.
- Los sangurimas (1998) como Facundo Rugel.
- Entre Marx y una mujer desnuda (1996) como Falcón de Aláquez.
- 7 Lunas,7 Serpientes (1996) como Candelario Mariscal